# Царёв, Виктор Иванович
Ви́ктор Ива́нович Царё́в (19 января 1915, село Алексеевка, Саратовская губерния, Российская империя — 1 мая 2001, Владимир, Россия) — советский и российский государственный деятель, юрист. Прокурор Сахалинской области с 1944 — 1961, а затем Владимирской области с 1961 по 1983 год.

## Биография
Виктор Царёв родился 15 января 1915 года в селе Алексеевка, Саратовской губернии. В раннем возрасте остался без родителей, воспитывался в приёмной семье. Трудовую деятельность начал, будучи лесорубом в леспромхозе, откуда в 30-х годах по комсомолькой путёвке был направлен на работу в органы прокуратуры Сахалинской области. В 1944 году в возрасте 29 лет был назначен прокурором Сахалинской области, в должности которого проработал порядка 17 лет.
После переезда в 1961 году во Владимирскую область возглавлял здесь областную прокуратуру, вплоть до выхода на пенсию в 1983 году.
Виктор Царёв умер во Владимире 1 мая 2001 года. Похоронен на Улыбышевском кладбище недалеко от деревни Высоково, Судогодского района, Владимирской области.

## Семья
Жена Анна Варфоломеевна, познакомились ещё на Сахалине. От брака родились четверо детей — три дочери и сын. Младшая дочь Татьяна — юрист-адвокат.

## Награды
- Заслуженный юрист РСФСР (15.08.1966)
- Орден Почёта
- Орден Трудового Красного Знамени (дважды)
- Нагрудный знак «Почетный работник прокуратуры СССР».

## Научные труды
- Слово государственному обвинителю. — М.: Юридическая литература, 1982. — 144 с. — 80 000 экз.
- Обвиняется пьянство. — М.: Юридическая литература, 1986. — 128 с.

## Память

Мемориальная доска во Владимире

В память о Викторе Царёве была установлена мемориальная доска на фасаде дома, находящегося по адресу: ул. Диктора Левитана, д. 1А, в котором последние годы жил прокурор.